# LAZ
LAZ. Método graduado de solfeo és un tractat de solfeig en cinc volums que inclou peces de grans compositors i músiques populars. Publicat el 1941, va tenir durant dècades una gran difusió a Catalunya i Alacant. En són autors el músic valencià Frederic Alfonso i Ferrer i els catalans Joan Baptista Lambert i Caminal, i Joaquim Zamacois i Soler. El nom és la sigla feta amb les inicials dels cognoms dels tres autors.